# Trakty łączące Koronę Królestwa Polskiego i Wielkie Księstwo Litewskie
Artykuł opisuje drogi łączące Koronę Królestwa Polskiego z Wielkim Księstwem Litewskim, powstałe w pierwszej połowie XV wieku. Nabrały one znaczenia po przyłączeniu Mazowsza do Korony w 1525 roku.
- Wielki Gościniec Litewski – łączył Warszawę z Wilnem przez Grodno, Sokółkę, Wasilków, Supraśl, Białystok, Bielsk Podlaski, Brańsk, Ciechanowiec, Perlejewo i most na Bugu w Grannem
- „drogi grodzieńskie”[1][a]:
  - Droga Nowodworsko-Goniądzka – prowadząca z Nowego Dworu do Goniądza. Przy niej i w jej pobliżu powstały wsie: Grzebienie, Jaczno, Szostaki, Grodzisk, Stockie i Dąbrowa.[2]
  - Droga Kuźnicko-Goniądzka – prowadząca z Kuźnicy do Goniądza. Przy niej i w jej pobliżu powstały wsie: Siemienowicze, Hliniszcze, Hliniszcze Małe, Zwirdzany, Śniczany i Jurasze oraz miasto Sidra.[2]
  - Droga Sokołdzko-Knyszyńska – prowadząca z Sokołdki do Knyszyna. Przy niej i w jej pobliżu powstały wsie: Sokołdka, Bohusze Stare, Krasny Bór i Kamionka Stara[2]
- Wielka Droga Litewska (Droga Chodkiewiczowska) – została wytyczona przez wielkiego księcia litewskiego Witolda. Łączyła Gródek z Choroszczą. Prowadziła przez granice wsi Dzierniakowo, skraj wsi Sokole, na północ od Żedni, gajówkę Kościukówka, wieś Łukiany, kolonię Henrykowo, byłą wieś Dojnowa oraz ulice Białegostoku: Serwitutową, Zbożową, Warmińską, Gospodarską (fragment), Piasta, Kilińskiego, Rynek Kościuszki, Sosnową i Marczukowską
- Droga Bazyliańska – łączyła Supraśl z nadaniem ziemskim bazylianów w Topilcu przez obecną szosę Białystok-Supraśl, Karakule, ulice Białegostoku: Kluka, Matejki, Makową, Ludową, Świeżą, Kraszewskiego, Chazanowicza i Głuchą (nieistniejące), Młynową, Bażantarską, Grunwaldzką, Marczukowską, os. Słoneczny Stok i Leśna Dolina, ul. Szarych Szeregów, wsie Krupniki i Sienkiewicze, miasto Choroszcz i wieś Zaczerlany.
- Droga Wasilkowsko-Suraska – prowadziła z Wasilkowa do Suraża przez ulice Białegostoku: Wysockiego, Wasilkowską, Sienkiewicza, Rynek Kościuszki, Suraską, Rynek Sienny, Mazowiecką, Wiejską, Kawaleryjską, Wiadukt, obecną drogą wojewódzką nr 678 i niestniejącą dziś wieś Koziany